# 홍사익

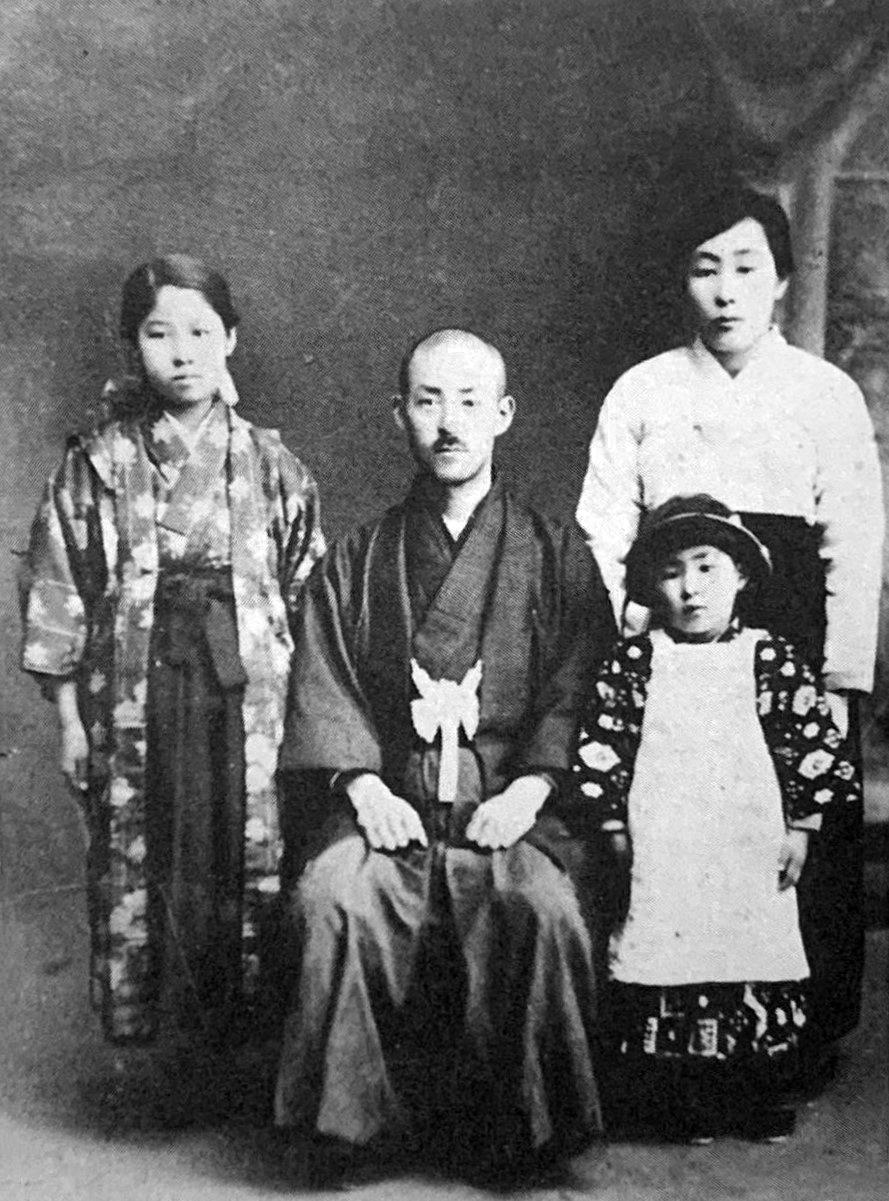
홍사익과 그 가족

홍사익(洪思翊, 1887년 2월 2일~1946년 9월 26일)은 대한제국과 일본 제국의 군인이며, 일제강점기에 일본 제국 육군 중장을 지냈다. 조선인 출신으로 일본 육군사관학교와 일본 육군대학 출신이며, 제2차 세계 대전 종전 이후에 필리핀 마닐라 국제 군사 재판에서 전범으로 처형되었다.
과거 제도에 뜻을 두었다가 과거제도가 폐지되면서 족숙 홍중유(洪中裕)의 권고로 군인이 되기로 결심, 1905년(광무 8년) 9월 대한제국 육군무관학교에 입학하여 1909년(융희 3년) 9월 졸업, 대한제국 육군 참위로 임관되었다가 1907년 군대 폐지로, 1909년 9월 국비유학생으로 일본에 유학, 일본 육군중앙유년학교 3학년에 편입학했다.
1912년 12월 일본 육군사관학교를 입학해 1914년 5월 28일 제26기로 졸업하고 견습사관을 거쳐 같은 해 12월 소위로 임관하여 육군 중장까지 올라갔으며, 집안이 양반 출신이다.그는 태평양 전쟁 당시 창씨개명을 거절하였으나 별 불이익을 받지 않았다. 1944년 남방총군 사령부 병참감으로 부임하여 연합군 포로수용소장을 겸직, 연합군 포로를 감독하였다. 일본 패전 후에도 계속 일본군에 남아있다가 1946년 처형되었다. 2차대전 종전 이후 그는 포로수용소의 지휘관으로서 연합군측 포로에 대한 부하들의 잔학행위에 대한 책임을 지고 연합국의 전범법정에 섰으나, 변명을 거부하고 침묵으로 일관하였다. 한국에서는 이승만의 미움을 받아 아들이 연좌되어 한국은행에서 파면되었지만, 1980년대 언론인 송건호에 의해 재평가, 재조명 여론이 나타나기 시작하였다. 홍우원의 후손이다. 경기도 안성 대덕 출신으로, 본관은 남양 홍씨이다.
백철에 의하면 그가 화북지구 사령관 재직 당시, 화북 형대의 일본 관헌 이나 일본 거류민들은 다른 데서처럼 조선 사람을 반도인이라 부르고 함부로 다루지는 못하였었다 한다.

## 생애

### 생애 초기

#### 출생과 가계
1887년 2월 2일 경기도 안성군 소촌면 내소촌(현 안성시 대덕면 소현리 소촌마을 부락)에서 자작농 홍이유(洪理裕)와 의 셋째 아들로 태어났다. 그의 출생년대는 불분명하여 1887년생 설과 1889년생 설, 1890년생 설, 1886년생 설 등이 있다. 또한 생일도 2월 2일생 설과 3월 4일생 설이 있다. 호적상 생년월일은 1887년 2월 2일이고, 묘비문에 기록된 생년월일은 1889년 3월 4일이다.그의 집안은 토홍계 후손으로, 가난하지만 양반 집안이었다고 한다. 그의 선조는 조선 숙종 때의 남인 붕당의 지도자였던 남파 홍우원이었다. 또한 중추원 참의를 지낸 정교원과 사돈관계이다. 그러나 그의 집안은 몰락하여 아버지 홍이유의 대에는 농민으로 전락했다.
명성황후의 여동생의 아들인 이종조카 정갑진이 홍사익의 사촌 처남이었다. 그러나 어려서 아버지를 잃고 20년 가까이 차이나는 맏형 홍사용(洪思容) 손에 양육되었다.
어려서 한학을 배웠으며, 1903년(광무 6년) 용인군 출신 조숙원과 결혼하였다. 결혼 직후 그는 출세의 길을 찾아 한성부로 상경을 했다. 그는 한자 지식과 성리학에 능했는데, 후일 송건호는 한학에도 대단히 유식했던 모양이다. 따라서 한학이 인격형성의 기반이 된 것이 아닌가 생각된다고 평하기도 했다. 그는 한학 수학 중 사서삼경을 모두 암기했다 한다. 소년시절 과거 시험에 뜻을 두었으나 그가 소년일 때 과거 제도가 폐지되었으므로, 그는 집안 족숙 아저씨뻘 되는 정3품 육군무관학교 교관인 당시 대한제국 육군 정위(正尉) 홍중유(洪中裕)의 권고로 군인이 될 결심을 하게 되었다.
1905년(광무 8년) 9월 대한제국 육군무관학교에 입학했다. 이 학교에 재학 중 능력을 인정받고 1909년(융희 3년) 9월 대한제국 육군무관학교를 졸업하고 대한제국 육군 참위로 임관되었다. 그러나 그가 육군무관학교 2학년 재학 중이던 1907년 7월 30일 대한제국 군대는 사실상 폐지되었고, 1909년 9월에는 한국통감부가 대한제국 육군무관학교를 폐지해버려서 같은 달 9월 그는 일본으로 유학, 도쿄 일본 육군중앙유년학교(陸軍中央幼年學校) 예과 3학년으로 편입학하게 된다.

#### 일본 유학
편입과정에서 이응준, 김석원과 함께 국비 유학생으로 뽑혔는데, 이는 황족인 영친왕이 일본 육군중앙유년학교로 유학을 떠나게 되면서 유학 동반자로 선발된 것이다. 그밖에 홍사익의 동기로는 지청천, 신태영, 소설가 염상섭의 형 염창섭 등이 있었다. 한편 그는 학비 조달에 애로사항을 겪었고, 송건호는 그가 직접 일을 해서 학비를 조달했다 한다. 송건호에 의하면 그는 일하며 배우는 것으로 일상생활을 삼았다 한다. 그는 아르바이트와 노동으로 학비와 생활비를 조달하였다. 그러나 1909년부터 그는 기호흥학회에 매달 1환(一圜)씩의 성금을 기부하였다.
그의 학교 성적은 같은 교육구대에서는 상위권이었으며, 학업성적은 전교생 20등 안팎이었다. 육사 동급생 중 홍사익은 석차가 22등이었고, 이응준이 다음으로 32등이었다. 일본 육사 재학 당시 그는 동아리 활동으로, 주로 문학 동아리에서 활동했다. 그는 작문을 잘 하였는데, 그의 글재주가 뛰어나다 하여 그가 지은 작문과 시는 생도자격으로 일본 천황 앞에서 직접 낭독하기도 했다. 그의 동기들은 그에게 시인이라는 별명을 붙이기도 했다.
1910년(융희 4년) 10월 2일 한일 합방 조약 당일, 조선의 국권 피탈에 충격받은 조선인 유학생인 홍사익과 그의 동기 이응준, 이청천, 1기수 아래 김석원,3기수 선배 김광서 등 조선인 후보생들은 그날 밤 아오야마 묘지에 모여 향후의 대책을 논의했다. 그 중 어떤이는 분개하여 즉시 휴학, 자퇴하자 하였으나 홍사익은 아직 배울 것이 많으니 배우고, 본받을 것은 본받아 보다 많은 실무와 실전을 쌓고 그만두자고 하였다. 회의에서 이들은 의무 복무기간인 2년~4년만 채우고 그만두기로 하였다. 그러나 홍사익은 1914년과 1916년 다른 동기, 후배들이 그만둘 때 그만두지 않았다.
일본 육군중앙유년학교 예과 3학년 편입한 이후 1912년 5월 졸업했다. 그리고 1912년 12월 일본 육군사관학교를 입학해 1914년 5월 28일 육사를 제26기로 졸업하고 견습사관을 거쳐 같은 해 12월 일본군 육군 소위로 임관했다. 그와 같은 동기생으로 함께 졸업한 한국인은 13명이었는데, 이 가운데는 독립운동가 지청천과, 이응준, 신태영, 조철호 등이 포함되어 있었다. 일본육사 수학 당시 그는 상위권 성적을 유지하였다. 1912년 12월 일본육사 입학 시 제26기생 766명 중 조선인은 홍사익을 포함 13명이었고, 홍사익은 조선인 학생 중에서 성적이 1위였다. 1914년 5월 일본육사 26기생 739명 졸업 당시 홍사익은 전교 22등이었고, 군번은 보병 22번 번호를 부여받았다.

### 군인 활동

#### 엘리트 군인으로 성장

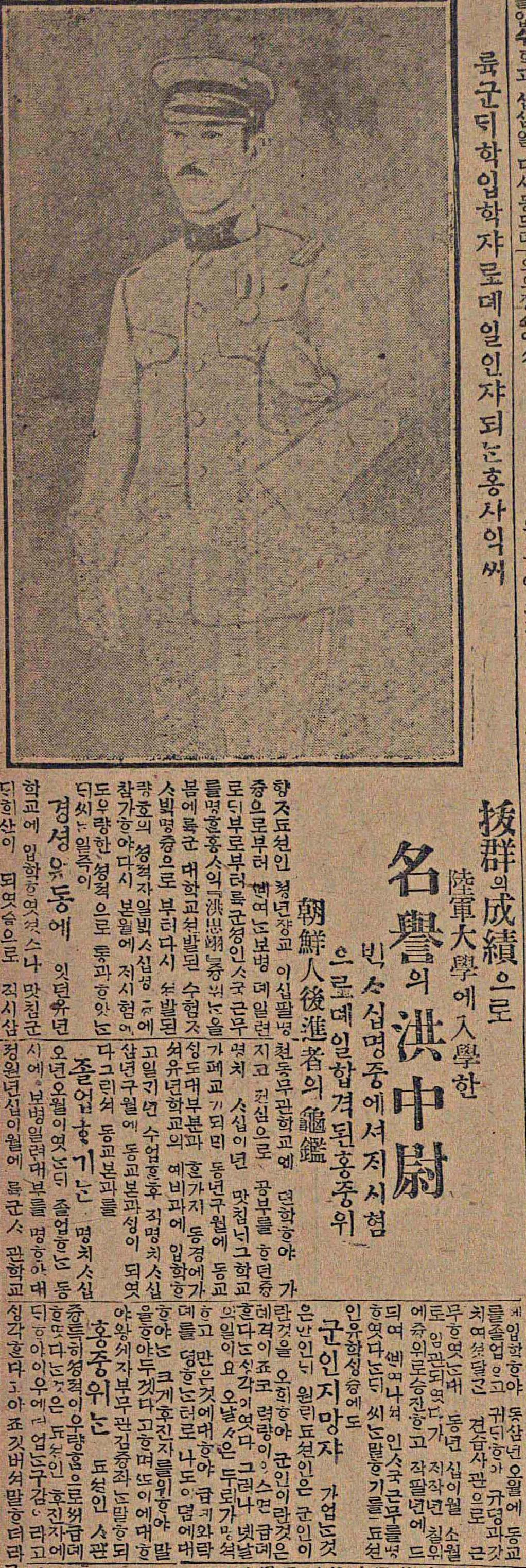
1920년 12월 16일자 매일신보에 실린 홍사익. 일본육군대학에 우수한 성적으로 입학했다는 기사 내용이다.

육사 졸업성적이 매우 우수해 고위장교로 출세할 수 있는 엘리트코스인 속칭 '아카사카의 보 1'인 도쿄 제1사단 제1연대에 배속되었다. 1918년 7월 일본 제국 육군 중위로 진급했다. 1920년 12월에는 일본 육군의 최고급 엘리트 양성 코스인 일본 육군대학교에 제35기로 입학해 3년간 수학했다. 일본 육군사관학교 제26기 졸업한 동기생 742명 중에서 육군대학을 졸업한 사람은 66명에 불과한데 일제강점기 기간동안 일본 육군대학에 입학한 조선인은 영친왕, 이건, 이우와 홍사익 네 명 뿐이다. 이들 4명 가운데 3명은 모두 왕족이므로 평민 출신은 홍사익 단 한 명이었다.
이른바 왕공족 출신이 아닌 한국인 장교로서 이 엘리트 코스를 거친 사람은 홍사익 한 사람 뿐이었다. 그가 뒷날 장관급(將官級) 장교의 대열에 끼이게 된 것도 바로 육대 출신이었기 때문에 가능한 일이었다. 1923년 11월 29일 육군대학을 수료하였다. 원대인 보병 제l연대 로 복귀한 뒤, 1924년 3월 대위로 승진, 중대장으로 복무했다.
1923년 9월 일본에서 관동 대지진이 발생하자, 성난 이재민들 사이에서는 조선인이 우물에 독을 타거나 음모를 꾸민다는 루머가 확산되었다. 홍사익의 가족은 은신처에 숨어 화를 모면하였다. 이는 그대로 동아일보에 보도되었다.
1924년 3월 육군 대위로 진급해 일본군 보병 제1연대 중대장을 지냈다. 1925년 5월 육군참모본부에 배속되어 전쟁사 편찬과 관련된 업무를 맡았다. 1926년에는 육군 소좌(소령)로 진급하고 1929년 일본 육군 보병 제3연대의 대대장으로 복무했다. 1931년 8월 육군보병학교 교도대대 교관이 되었다. 보병학교 교관으로 재직 중에 만주사변(滿洲事變)이 터지자 그는 만주 중앙육군훈련처 교관으로 부임하였다. 만주 육군중앙훈련처 교관으로 있을 때, 홍사익은 조선인들도 장교에 응시, 임관할 수 있도록 지원 제도를 고쳤다. 1933년 4월 관동군사령부에 배속되어 일제의 괴뢰국인 만주국군 고문으로 파견되었다.
만주국이 장교 요원 훈련기관 목적으로 설치한 육군중앙훈련처(펑텐군관학교)를 지도, 감독했다. 특히 만주국군 고문으로 있는 동안 만주로 이주한 조선인 청년들의 만주국군 장교 진입을 제도화했다. 중앙육군훈련처의 입학 자격을 일본계, 몽골계, 만주계로 제한해 놓은 규정을 일부 고쳐 우선 현역으로 만주국군에 들어와 있던 조선인 사병들이 장교가 될 수 있도록 문호를 개방하고, 이듬해 군관 학생 입학대상에 조선계를 포함시켜 모집공고를 내도록 조처했다. 1934년 1월에는 훈4등 서보장을 받았다.
1934년 8월 일본군 육군 중좌로 진급하면서 만주 주둔 일본군 관동군사령부 참모부에서 군무했다. 이후 1936년까지 관동군 사령부 참모부 제3과에 근무하며 재만조선인을 일본 국민의 일부로서, 일본의 괴뢰국인 만주국에 적극 협력하도록 하는 사무를 담당했다. 그는 지휘관으로 파견될 때마다 일본어와 한국어로 두번 취임인사를 했다. 그의 취임인사 내용은 나는 조선인인 홍사익이다. 지금부터 천황폐하의 명령에 의해 지휘권을 가진다. 이의가 있거나 불복하겠다는 자가 있으면 나오라는 것이었다. 그는 자신이 조선인임을 숨기지 않았다.

#### 중일전쟁기 활동과 화북으로 부임
1936년 8월 일본 육군보병학교 연구부 주임 겸 교육대 교관으로 전근했고, 이듬해 1937년 중일전쟁이 발발했을때인 11월 육군보병학교 군견육성소장을 겸임했다. 같은 해 12월 중지나 파견군사령부에 배속을 받아 중국전선으로 파견되었다. 상하이로 부임 직후, 홍사익은 대한민국 임시정부 요인들을 추적하였으나, 실패하였다. 이미 임정 수뇌부는 윤봉길 의거가 있은 뒤, 이미 상해를 떠나 항주·진강·난징 등을 전전하고 있었고, 중·일 전쟁이 터진 뒤에는 장졔스 정부를 따라서 다시 대이동을 계속, 한커우를 거쳐 홍사익이 상해에 부임했을 때는 후난성 창사(湖南省艮沙)에 도착했다. 같은 달 관동군 근무시절의 공로를 인정받아 만주국이 주는 훈3위 '경운장'이라는 훈장을 받았다.
1938년 2월 중지나파견군 특무부원 신분으로 상하이에 파견되었고, 3월 육군 대좌로 진급했다. 같은달 중일전쟁 시기 중 일본과 중국 측의 임시 협상단체인 흥아원(興亞院) 조사관으로 발령받아 상하이의 화중연락부에서 근무했다. 흥아원이란, 중일전쟁 당시 중국 현지에서 중국과 교섭을 담당하던 일본의 특수기관을 말한다. 이 기관은 원래 행정에 해당되므로 문관이 수행해야할 업무지만 일본 육군내 황도파가 주도한 1936년 2.26 쿠테타 사건으로 정치에 개입하면서 변질되어 육군 현역 장교가 정보수집과 정치적 공작을 전담하는 특무기관 역할을 수행했다. 여기서 홍사익은 흥아원 제1국장으로 활동하면서 수많은 공작활동을 했다.
1940년 8월 유수(留守) 제1사단 사령부를 거쳐 1941년 3월 육군 소장으로 진급하고, 북지(北支) 파견사령부에 배속되어, 중국 허베이성에 주둔한 북지사령부 예하 보병 제108여단 여단장으로 부임하였으며, 중국 화북일대의 중국 팔로군 제18전방총사령부(제18전총)를 상대로 전투를 치렀다. 여기서 중국 팔로군 제18전총에는 윤세주 등이 이끄는 조선민족혁명당 산하 조선의용대 화북지대가 항일투쟁을 전개하고 있었다. 당시 홍사익은 108여단을 이끌고 중국 팔로군과 교전하였으며, 태항산 산맥 일대와 주변 지역에서 치열한 교전을 벌이기도 하였다. 특히 1941년 12월 조선의용대 화북지대는 팔로군과 함께 허베이성 타이항산맥(태항산맥)의 ‘호가장 전투’와 인근의 '형태 전투'에서 일본군과 치열하게 교전했었다. 이 전투로 조선의용대 대원인 손일봉, 최철호, 박철동, 왕현순 등 4명이 전사하고 김세광 대장과 김학철 대원이 총상을 입고 일본군 포로가 되었다.
백철에 의하면 그가 화북지구 108여단 여단장이자 화북지구 사령관으로 있을 때, 화북지역의 조선인 이민자들은 오히려 그의 덕에 일본인들이 함부로 대접하지 못했다고 한다. 백철은 그가 108 여단 의 여단장 으 로 화북 태항 산 전투 에 임한 것은 1941년 3월에서 1942년 4월까지이다. 이 때 형대에 사령부를 설치한 일본군 여단의 여단장 은 조선인 홍사익 소장 이었으므로, 형대 에 거류 하는 조선 사람들은 공연히 코가 우뚝 하였었다. 아닌게 아니라 형대의 일본 관헌 이나 일본 거류민 들 도 다른 데서처럼 조선 사람 을 반도인이라 부르고 함부로 다루지는 못하였었다. 홍사익 각하의 간접적 인 덕택임이 분명했다는 것이다. 백철은 그를 각하 라고 특별히 존칭을 붙이기도 했다.
1942년 4월부터 1944년 3월까지 일본군 전차대, 경장갑차대 조종 및 사격훈련을 담당하는 일본 육군 공주령학교 간사(부교장)로 근무했다. 이때 그는 조선에서의 징병제 실시를 가리켜 일본 국민이 될 기회를 얻는 것이며, 천황폐하를 위한 보국(報國)의 기회라는 주장을 논설과 담화로 펼쳤다.

#### 태평양전쟁기 활동
태평양 전쟁 중에 중국에서 여단장 및 일본 육군 공주령학교 부교장 등으로 근무하다가, 1944년 3월 필리핀에 주둔한 일본 남방총군(南方總軍) 총사령부의 병참총감에 임명되었고, 약 10개월간 연합군 포로수용소 소장을 겸직하면서 연합군 포로들을 감시했다. 같은 해 10월 일본군 육군 중장으로 진급했다. 그의 필리핀 부임이 보도되자, 필리핀으로 가기 전 매일신보의 기자 겸 일본 도쿄특파원 김을한이 도쿄의 숙소로 찾아와 홍사익에게 이번이 마지막 기회이니 일본군 탈영을 제의하였다. 그러나 홍사익은 내가 탈출하여 독립군에 가담하지 않는 것은 나를 알아준 일본에 대한 의리 때문만이 아니다. 지금 조선인이 수십만 명이나 동원되어 있는데, 명색이 조선인으로 최고지위에 있다는 내가 만일 배신을 한다면 병사들은 물론 징용된 노무자들까지 보복을 받을 것이다. 나만을 생각해서 그런 경솔한 짓을 할 수가 없다며 거절했다.
한편 그는 여러 번의 일본군 탈영 권고와 한국 광복군 측의 영입 제의에도 불구하고 거부하고, 탈주를 거부했다. 홍사익은 광복군 사령관인 지대형(이청천의 본명), 참모장 이범석 등으로부터 계속 중경 광복군으로 와달라는 연락을 받았다. 그는 비밀로 함구하고 있다가 아들 홍국선에게 밝혔다. 그가 북지나 사령부의 여단장으로 있을 때 이청천, 이범석 등과 수시로 연락을 주고받았다. 그는 그때마다 이청천, 이범석의 제의를 물리치고 나는 이 제복에 충성하고 싶다고 반복하였다. 송건호에 의하면 그의 아들 홍국선 역시 홍사익의 필리핀 부임이 확정되자, 아버지 홍사익에게 광복군으로 갈 것을 여러번 권고했지만 홍사익은 거절했다 한다.

### 종전 후

#### 체포와 투옥

1946년 전범법정에서의 홍사익 (오른쪽 끝)

1945년 8월 10일 일본의 패망과 동시에 조선 해방 결정이 내려지자, 필리핀 루손섬 산중에 있던 그의 부관은 당신의 조국 조선이 독립된 것을 축하한다는 인사하였지만, 그는 표정 변화 없이 나는 아직 제복을 입고 있다. 제복을 입고 있는 한 나는 이 제복에 충성하고 싶다고 답했다.
홍사익이 속한 필리핀 주둔군은 1945년 8월 루손섬 산악지대에서 고립된 상태로 유격전을 벌이다가 패전을 맞았다. 홍사익은 전쟁이 끝나면 고향(경기도 안성)에 돌아가 중학교 수학 교사로 조용히 살고 싶어했었다고 한다. 그러나, 제2차 세계대전 종전 후 전범으로 체포되어 필리핀 전범재판에 회부된다. 그 이유는 1944년 필리핀에서 포로수용소 소장으로 근무했을 때, 1944년 12월 필리핀에 주둔하고 있던 남방총군 제14방면군 병참감 재직 시의 연합군 포로에 대한 불법처우와 포로학대, 살해의 원인 제공혐의 때문이었다. 1945년 12월 19일에 다른 일본군 장성 22명과 함께 체포된 그는 마닐라 포로수용소에 투옥되었다. 1946년 1월 7일부터 재판에 들어갔으며, 이후 포로수용소 관련 고소 고발이 10여 건에 달했다. 그는 연합군 포로수용소 소장으로 1년간 재직하였으나, 포로수용소의 책임자로서 연합군측 포로에 대한 부하들의 학대, 인권유린 행위에 대해 규탄받았다. 그는 다른 역대 포로수용소장들과 달리 홀로 책임을 지고 연합국의 군사재판정에 섰지만, 그러나 자신에 대한 변명을 거부하고 침묵으로 일관하였다.

#### 사형선고와 최후
일본 전쟁범죄자를 처벌하는 마닐라 국제 군사 재판에서 '포로학대 살해' 죄목으로 B급 전범으로 기소되어 1946년 4월 사형 선고를 받았다. 이무렵 당시 국내에서는 일본 육사 동기생들을 중심으로 '홍사익 구명운동' 등을 비롯해 각 언론사에서도 구명운동 등 벌였으나 무위로 끝나고, 그의 아내와 아들 내외는 미군정 사령관 존 하지를 찾아가 선처를 호소하였으나 거부되었다. 안성군 주민들 또한 홍사익 사면 탄원서를 올렸지만, 이 역시 묵살되었다.
형량이 과도하다는 등 일본 극우 세력의 여론이 있었음에도 불구하고 1946년 9월 26일 필리핀 마닐라 전범수용소에서 사형이 집행되어 일본군 군복을 입은 채로 교수형에 처해졌다. 그는 항소를 포기하고 최종상고심에서 사형을 받았다. 사형 판결이 확정되고도 그는 나는 갑종에 합격했다고 외쳐 다른 피고와 방청객이 침묵했고, 일본어 통역관에게서 내용을 들은 미군 군법무관들이 놀랐다. 일본어로 갑종합격과 교수합격이라는 단어의 발음이 같은 점을 이용한 풍자였다. 홍사익 외에도 당시 15명의 조선인 일본군 고위 장교들은 사형 처분을 받고, 그와 함께 당일 교수형과 총살형에 각각 처해졌다. 그가 최후로 참관인들에게 부탁한 것은 구약성서 시편 51편의 낭송이었다고 한다. "…내가 죄악중에 출생하였음이여 모친이 죄 중에 나를 잉태하였나이다. 중심에 진실함을 주께서 원하시오니 내 속에 지혜를 알게 하시리이다."
그는 체포 직후, 일본 국적을 포기하는 것은 어떠냐는 제의를 받았지만 거절하였다. 홍사익은 태평양 전쟁 종전 당시 BC급 전범 가운데 유일하게 일본군 내에서 지도적 위치에 있었던 한국인이었다. 생전에 막사와 진중에서 쓴 몇편의 시와 수필, 기행문이 있었지만, 일본군을 미화할 수 있다는 이유로 조선 주둔 미군과 필리핀 주둔 연합군에 의해 전부 압수되어 소각당했다.

### 사후
당시 일본은 패전 직전이었고, 작전권이 없는 참모부대인 보급부대 지휘관인 그가 B급 전범으로 몰려 사형당한 것에 대한 비판적인 여론이 나타났다. 이후 일본에서는 홍사익 평전과 홍사익의 재판 처형의 부당함을 지적하는 논설이 종종 출간되었다. 홍사익의 시신은 미군의 비밀지령 293호에 의해 다른 일본군인 및 일본군 협력자의 시체들과 함께 화장되었고, 유골 가루는 비밀리에 미해군에 의해 바다에 뿌려졌다.
그의 유품 중 손목시계와 저금통장, 안경집 등은 일본군 측 변호인을 통해 일본 육군이 보관하고 있다가 1947년 6월 19일 일본 외무성이 그의 아들 홍국선에게 전달했다. 순종이 내린 군인 칙유 칙서와 일본 황태자 다이쇼에게 선물로 받은 은 손목시계는 후일 그의 아들 홍국선에게 전달되었다. 그의 다른 유품은 미군 헌병장교 이반 케이가 받았는데 자신의 아들에게 전해달라고 건넨 시계와 칙서였다. 퇴역 후 미국 로스앤젤레스에서 살던 이반 케이는 이웃에 거주하는 일본 사람에게 이 성서와 시계의 유족을 찾아서 주라고 맡겼다. 그 일본인의 여러번의 수소문 끝에 그의 아들 홍국선에게 전달되었다.
도쿄여자고등사범학교를 졸업하고 한국에서 교사로 재직하던 후처 이청영은 모든 공직에서 해임되고 사립학교 교사 채용도 번번히 거부당했다. 이청영은 지인을 통해 일본 내의 남편의 육사 동기, 선후배 및 남편의 지인들에게 편지 서신과 연락을 하여, 생활고와 일본 혹은 미국으로의 망명 도움을 호소하였다. 이청영의 탄원서와 홍사익의 육사 동문들의 연명 탄원서는 일본 총리 요시다 시게루에게도 전달되었다. 이청영은 홍사익의 일본육사 동문들 및 지인들의 도움으로 일본으로 망명하여 생활하다가, 아들 홍현선이 유학 중인 미국으로 건너가게 되었다.
홍사익 외에도 그와 같이 일본군 신분으로 체포된 90여 명의 한국인 일본군 장교들은, 1945년 12월 19일부터 1952년 4월 6일까지 필리핀 육군교도소와 일본 도쿄의 스가모 형무소에 수감되었다가 풀려났다. 이들 중 40명은 1950년 이전에 석방되었지만, 50여 명은 필리핀 육군교도소에서 일본 동경 스가모 형무소로 이감되어 계속 복역하였다. 이들 종신형을 받은 홍진묵(洪鎭默) 외 9명의, 징역 20년형을 받은 윤동구(尹東구)외 4명, 징역 18년형을 받은 박철수(金喆洙)외 3명, 징역 15년형을 받은 박창호외 14명, 징역 12년형을 받은 정봉길(鄭奉吉)외 5명, 징역 10년형을 받은 조수현(趙壽鉉)외 7명, 그밖에 병이 있어 필리핀 군병원에 후송중인 복역자 2명 등 50여 명의 한국인 장교들은 1952년 4월 6일 대한민국의 국회의원 임용순(任容淳)외 12명의 국회의원의 사면, 탄원 석방으로 풀려나 귀국했다.
1966년 일본 야스쿠니 신사에 합사되었다. 2008년 민족문제연구소에서 친일인명사전에 수록하기 위해 정리한 친일인명사전 수록예정자 명단 중 군인 부문에 포함되었으며 2009년 친일반민족행위진상규명위원회가 발표한 친일반민족행위 705인 명단에도 포함되었다.
후일 그의 묘는 유품을 담은 빈 관과 함께 부인 조씨의 묘 옆에 조성되었고, 비석은 그 후 1979년 4월에 세워졌다.

## 사상과 신념
그는 조선인이 일본에 협력하면, 나중에 조선인들도 정당한 대우를 받을 수 있을 것이다, 일본에 협력하면 조선인도 일본인과 동등한 국민으로 대접받을 수 있을 것이라고 말했다.
그는 아들 홍국선이 중고등학교 시절 조센징이라는 이유로 이유없는 멸시와 조롱, 따돌림을 당해 괴로워했고 아버지에게 어째서 우리들은 이런 대접을 받아야 합니까라며 호소했다.
그러자 홍사익은 '이것은 매우 어려운 문제이다. 또 조급히 해결되리라고 생각할 수도 없는 문제이다. 나는 이 문제에 대해서 여러 기회에 조사해왔지만 일본인과의 관계는 아일랜드인과 영국인 사이와 매우 비슷한 문제가 있다. 따라서 아일랜드인의 방식이 우리에게 참고가 될 것이다. 아일랜드인은 영국에서 어떤 취급을 받더라도 절대로 아일랜드인이라는 것을 숨기지 않는다. 그리고 자기를 소개할 때는 반드시 또렷하게 나는 아일랜드인인 아무개 올시다라고 말한다. 너도 그렇게 하여 어떤 때에나 반드시 나는 조선사람 홍국선입니다라고 말하여 결코 자기가 조선 사람이라는 말을 생략해서는 안된다'라고 답했다.
그는 아버지가 일본군 고위 장교로 근무하는 것에 반감을 품는 이들이 있다는 아들 홍국선의 질문에 그는 일본에 협력할 것은 협력하여 동등한 국민임을 입증하는 것이 조선인의 권리 획득에 도움되는 길이라며 자신의 의견을 피력하기도 했다.

### 창씨개명 거부
정미7적으로 꼽히는 이병무와 일본 육군 중장을 지냈던 홍사익은 창씨개명을 하지 않았다. 홍사익은 조선식 성명을 지키고, 조선인임을 인정하더라도 국민, 시민이 될 수 있으며, 다민족 일국가를 이루는 것이 강국으로 가는 길이라고 강조했다. 한편 조선총독부 역시 그들에 대해 창씨개명을 권고하지 않았다. 이에 대해 일제가 이들에게 창씨개명을 강요하지 않은 것은 창씨개명이 강제적이 아니라는 것을 알리는 도구로 삼기 위해서였다는 시각도 있다.

## 평가와 비판
그는 돈 욕심이 없었고, 공직생활 중 뇌물을 받지 않고 재물이 없어 그의 가족은 가난하였다. 홍사익은 '일본 제국에 충성을 다한, 개인적으로는 훌륭하고 청렴결백한 인물'이라는 평가가 있으나,  태평양전쟁 말기, 필리핀에서 포로수용소장으로 있으면서 연합군 포로들의 학살을 묵인했다는 점에 대한 비판이 있다.
언론인 송건호(宋建鎬)는 그를 가리켜 "그는 평생동안 이재에는 무관심했던 사람"이라 평하기도 했다.
송건호는 그에 대한 비판을 할 때는 신중해야 한다고 지적했다. 송건호는 일본의 한국민족에 대한 식민통치는 한국민족을 철저하게 무시하는 정책으로 일관되어 있었으며 한국인을 한국민족이라 부르지 않고 ‘반도인’이라고 했으며 일본을 ‘내지’라고 추켜세우는 판이었으므로 한국인으로서는 같은 동족이 중장까지 승진한데 대해서 오히려 민족적 긍지를 높여주는 구실을 했으며 홍장군을 친일파로 욕하고 싶은 심정은 아니었다. 따라서 일제시대의 홍장군을 보는 눈과 해방후에 홍장군을 평하는 가치판단은 묘한 차이가 있다는 것을 알아야 한다고 지적했다.
1962년 8월 경향신문, 조선일보, 동아일보 등을 비롯한 한국의 언론에는 홍사익 사망일 직전 그를 추도하는 칼럼, 기사를 송고했지만 대부분 압수, 검열삭제되었다.

## 가족
첫 번째 부인으로 조숙원이 있었지만, 조숙원은 오랜기간동안 병상에 누었다가 1943년에 병사했다고 한다. 첫째 아들인 홍국선은 와세다 대학 출신으로 광복 후 한국은행에 근무하다가 1984년에 고향 경기도 안성에서 죽었고, 오늘날 안성에는 홍씨 문중산에 「남양공홍사익 배한양조씨지묘」라는 오석 묘석이 서 있는데 시신 아닌 유품을 묻은 것이라 한다.
후처로 도쿄여자고등사범학교 출신의 이청영이라는 부인이 있는데, 그녀 소생의 둘째 아들 홍현선이 있다고 한다. 전시 체제 때는 일본에 거주했었으나 일제 패망 이후에는 국내로 돌아와 거주했지만, 이승만 대통령 이하의 대한민국 정부는 홍사익 가족들에 대해 반기지 않았다고 한다. 때문에 한국전쟁 후 '친일파의 가족'이라는 주변의 압박을 견디다 못해 부인 이청영은 미국으로 떠나려고 했을 때, 여비가 없어서 생각다 못해 일본 수상에게 편지를 보냈다. 부인의 편지를 받고 당시 일본 수상이던 요시다 시게루는 곰곰이 생각하다 비서를 불러 '100만엔을 송금해 주라.'고 했다고 한다. 홍사익 부인은 그 돈으로 미국으로 떠날 수 있었다고 한다. 둘째 아들 홍현선은 미국 로스앤젤레스에서 유학했고, 부인 역시 아들하고 같이 로스엔젤레스에서 살다가 1978년 교통사고로 죽었다.
- 아버지: 홍이유(洪理裕)
  - 형: 홍사용(洪思容, 1870년~?)
  - 누나: 남양 홍씨
  - 형: ?
- 부인: 조숙원(趙淑元, 1885년~1943년)
  - 아들: 홍국선(洪國善, ?~1984년)
- 부인: 이청영(李淸榮, 1907년~1978년)
  - 아들: 홍현선(洪顯善, ?~1978년)
  - 아들  홍달선(洪達善)

## 일화
그는 창씨개명을 하지 않고 떳떳히 조선인임을 밝히면서도 일본군에서 장성까지 오른 인물이었는데 이는 왕족이 아닌 자로서는 유일한 사례다. 물론 여기에는 다른 설명도 있어서, 그가 창씨개명을 하지 않고 버틸 수 있었던 이유는 일제가 '창씨개명이 강제적인게 아니라는 것을 알리기 위한 도구'로 그의 존재를 이용했기 때문이라는 설이 존재하기도 한다.
이승만은 그를 유독 미워하였다고 한다. 홍사익의 아들 홍국선은 일본에 유학 와세다 대학을 졸업하고 조선은행에 근무하다가 조선은행의 후신인 한국은행에 근무하였다. 그러나 홍국선이 한국은행에 근무한다는 것을 알게 된 이승만 대통령이 직접 해고하라는 명령을 내려 파면당했다.
그는 박승환(朴承煥)과 친일파로 알려졌던 김태덕(金泰德)의 딸을 중매시킨 뒤, 결혼까지 주선해 주었다.

## 같이 보기
| - 일본 육군사관학교 - 데라우치 히사이치 - 박춘금 - 영친왕 - 이건 - 이우 - 지청천 - 김광서 - 김원봉 - 조선의용대 - 조선의용군 - 야마시타 도모유키 | - 조성환 - 박중양 - 신태영 - 이범석 - 이응준 - 박정희 - 이승만 - 윤치성 - 류동렬 |

## 관련 자료
- 이규태 (1999년 12월 23일). “(이규태 역사에세이) 홍사익 이야기”. 조선일보. 2006년 1월 10일에 원본 문서에서 보존된 문서. 2008년 4월 28일에 확인함.
- 전봉관 (2007년 5월 1일). “군자는 궁해도 흐트러지지 않는다 - 전범(戰犯) 홍사익 중장의 의연한 최후”. 한국방송작가협회 웹진. 2013년 12월 12일에 원본 문서에서 보존된 문서. 2008년 4월 28일에 확인함.
- 송건호, 〈홍사익중장의 평전〉, 국사편찬위원회, 《국사관논총 제28집》 (국사편찬위원회, 1991)
- 황실, 친일과 항일 사이 한겨레 2006년08월24일
- <시론> 친일파 홍사익 문화일보 2002년 3월 13일자
- 친일파 홍사익 - 중앙일보 2004년 3월 3일

## 참고 문헌
- 김윤식, 《일제말기 한국인 학병세대의 체험적 글쓰기론》 (서울대학교출판부, 2007)
- 이기동, 《비극의 군인들 : 일본 육사출신의 역사》 (일조각, 1982)
- 조만제 외, 《내가 겪은 건국과 갈등》 (도서출판 선인, 2004)
- 산보철, 《홍사익 중장》 (은행계, 1986)
- 최서영, 《내가 본 현장 여울목 풍경》 (도서출판 선, 2009)
- 권오기, 若宮啓文 공저, 《한국과 일본국》 (샘터, 2005)